# 陰屍路 (第八季)
美國的恐怖喪屍電視劇《陰屍路》第八季於2017年10月22日在AMC首播。該劇改編自羅伯特·柯克曼、東尼·摩爾和查爾斯·埃蘭德共同繪製的同名漫畫，劇集由法蘭克·戴瑞邦開發，繼續由史考特·M·金普擔任節目統籌，而第八季也是金普最後一次擔任統籌。
此季將延續第七季的結尾，劇情取自漫畫中的的第115-126期之間的《全面戰爭》上和下（英語：All Out War Part I & II）兩大故事章節，主要是針對主角瑞克·格萊姆斯一方四處結盟，聯合對抗強大敵人尼根與其率領的救世軍的戰爭。

## 角色

### 主要演員

#### 主演
- 安德魯·林肯 飾演 瑞克·格萊姆斯：金縣前任副警長，在團體和安全區中建立威信成為領袖，會盡全力守護自己的家人與團友，這次將帶領他們抵抗救世軍的威脅。
- 諾曼·李杜斯 飾演 戴瑞·迪克森（英语：Daryl Dixon）：冷酷少言的打獵高手，善用弩弓，瑞克最重要的幫手和戰友。由於之前被救世軍囚禁及備受折磨，因此對所有救世軍有極大怨恨。
- 蘿倫·科漢 飾演 瑪姬·格林-瑞（英语：Maggie Greene）：組群已故夥伴葛倫的遺孀，家人全部遇難後成為家族唯一的倖存者，現在懷上她和葛倫的孩子，還擔任山頂寨的領袖。
- 錢德勒·里格斯 飾演 卡爾·格萊姆斯（英语：Carl Grimes）：瑞克的兒子，從小生活在一片行屍的世界中，隨著年齡增長而開始有他自己的想法，一次“誤射”被打掉右眼。
- 梅莉莎·麥克布萊德 飾演 卡蘿·派勒提爾（英语：Carol Peletier）：族群的精神導師，之後發現自己手上的鮮血過多而開始選擇逃避一切，如今因為得知救世軍對瑞克的所為才決定重新振作起來。
- 達娜·古瑞拉 飾演 米瓊恩（英语：Michonne）：手持日本武士刀的女劍客，一開始性格十分孤僻，但在見到瑞克與卡爾後開始走出孤獨、充滿希望，成為了瑞克的新戀人。
- 蘭尼·詹姆斯 飾演 摩根·瓊斯（英语：Morgan Jones (The Walking Dead)）：瑞克在行屍界中遇到的第一位倖存者，走出了妻兒之死陰影後曾發誓過永不殺生，但自從目睹了救世軍的殘暴後開始迴歸陰暗本性。
- 克莉絲汀·瑟拉圖絲 飾演 蘿西塔·埃斯皮諾薩（英语：Rosita Espinosa）：組群已故夥伴亞伯拉罕的前女友，自我保護意識強，一位非常現實的樂觀主義者，目前開始克服原先的焦躁情緒。
- 喬許·麥蒂米特（英语：Josh McDermitt） 飾演 尤金·波特（英语：Eugene Porter）：高中物理老師，是個孤傲又怕死的學者，喜歡電玩動漫桌遊、對生存一竅不通，但擁有豐富的各種知識以及理性分析問題的能力。
- 阿拉娜·麥斯特森（英语：Alanna Masterson） 飾演 塔拉·錢伯勒（英语：Tara Chambler）：瑞克組群的女成員，女同性戀，和海岸部落打過一次交道。
- 賽斯·吉利姆 飾演 蓋博瑞·史托克斯（英语：Gabriel Stokes (The Walking Dead)）：一位牧師，曾經獨自隱居在森林中，一開始內心懦弱、貪生怕死，直到跟隨瑞克一行人後才開始勇敢反抗威脅。
- 羅斯·馬奎德（英语：Ross Marquand） 飾演 亞倫（英语：Aaron (The Walking Dead)）：安全社區的外人召集員，前非政府組織（NGO）成員，男同性戀，一開始將瑞克等人招募進社區，並慢慢成為瑞克的重要夥伴。
- 傑佛瑞·狄恩·摩根 飾演 尼根（英语：Negan）：救世軍的領袖，一個氣勢洶洶、聰明過人、兇狠殘暴的嗜血暴君，對任何人一向「順我者昌、逆我者亡」，因此讓所有人都畏懼三分。

#### 其他主演
- 奧斯汀·埃米利歐（英语：Austin Amelio） 飾演 德懷特（英语：Dwight (The Walking Dead)）：救世軍的高層幹部，曾被尼根燙焦左半臉作為叛逃的懲罰，如今因為妻子逃跑而終於開始醒悟，秘密協助瑞克一方對抗尼根。
- 湯姆·佩恩 飾演 保羅·「耶穌」·羅維亞（英语：Paul "Jesus" Monroe）：山頂寨的搜資者，為人熱心，身手矯健，無孔不入，雖然無心當領袖，還是在社區裡獲得所有人的尊重。
- 山德·貝克利 飾演 葛雷格里（英语：Gregory (The Walking Dead)）：山頂寨的領袖，一個自私膽小、見利忘義、又裝腔作勢的伪君子，凡事只顧自己的利益，其他的一概不關心。
- 凱特琳·內肯 飾演 伊妮德（英语：Enid (The Walking Dead)）：美麗文靜的女孩，一開始較為孤僻，直到遇見卡爾、瑪姬和葛倫之後才走出孤獨、充滿活力。
- 卡瑞·佩頓（英语：Khary Payton） 飾演 以西結（英语：King Ezekiel）：王國城的領袖，自封國王，是到後來才帶領子民加入對抗救世軍的戰爭，身邊養著一隻名為「希瓦」的大老虎。
- 史蒂芬·奧格 飾演 賽門（英语：Simon (The Walking Dead)）：救世軍的高層幹部，是尼根的左右手，有點不認同尼根殺一儆佰方式，認為應該殲滅所有敵對社區成員。
- 波利安娜·麥金托什（英语：Pollyanna McIntosh） 飾演 潔蒂斯／安妮（英语：Jadis (The Walking Dead)）：拾荒者團夥的女領袖，熱愛藝術創作，比較會見利忘義、保護同組人的安全，在這場戰爭中保持中立，不想招惹任何一方。

### 常設演員

#### 亞歴山卓安全社區
- 傑森·道格拉斯（英语：Jason Douglas） 飾演 托賓（Tobin）：社區的工人，力氣大，一向為居民們做苦力活，和卡蘿保持過一段戀情。
- 喬登·伍茲·羅賓森 飾演 艾瑞克·萊利（Eric Raleigh）：社區居民之一，亞倫的男友。
- 肯瑞克·格林 飾演 史考特（Scott）：安全社區的搜資者，參戰人士之一。
- 道莉亞·利戈 飾演 法蘭馨（Francine）：托賓工程隊上的一份子，參戰人士之一。
- 曼蒂·克莉絲汀·克爾 飾演 芭芭拉（Barbara）：安全社區的居民，很早以前就住在社區裡。
- 泰德·哈克比 飾演 布魯斯（Bruce）：安全社區的居民，參戰人士之一。

#### 山頂寨
- R·基斯·哈里斯 飾演 哈蘭·卡森（Dr. Harlan Carson）：山頂寨唯一的醫生，如今被強行帶到聖殿裡擔任醫生。
- 凱倫·西瑟 飾演 伯蒂（Bertie）：山頂寨的居民兼戰士。
- 傑瑞米·帕可 飾演 安迪（Andy）：山頂寨的居民兼戰士。
- 詹姆斯·陳（英语：James Chen） 飾演 凱爾（Kal）：山頂寨的門衛兼戰士。

#### 救世軍
- 翠西·汀維迪（英语：Traci Dinwiddie） 飾演 瑞吉娜（Regina）：救世軍的女幹部，核心成員之一。
- 麥克·希爾（英语：Mike Seal (fighter)） 飾演 蓋瑞（Gary）：救世軍高級幹部之一，但他更忠誠於賽門，跟他聯合打算霸權。
- 伊莉莎白·魯德洛（英语：Elizabeth Ludlow） 飾演 阿拉特（英语：Arat (The Walking Dead)）：救世軍的女幹部，尼根的得力干將之一。
- 琳絲莉·瑞吉斯特 飾演 蘿拉（Laura）：救世軍的高層之一，哥特風的女子，和德懷特走得很近。
- 傑森·沃納爾·史密斯 飾演 蓋文（Gavin）：救世軍的一個小隊長，領導負責索取王國城貢品的小隊。
- 喬舒亞·麥可 飾演 傑瑞德（Jared）：蓋文小隊的成員，愛耍流氓、喜歡用言語來挑釁別人，老是看摩根不順眼。
- 胡安·帕雷亞（英语：Juan Pareja） 飾演 莫羅拉斯（英语：Morales (The Walking Dead)）：瑞克原來在亞特蘭大的隊伍成員，分道揚鑣後失去家人，再遇見瑞克時已經加入救世軍。
- 卡倫·麥克奧利菲 飾演 奧爾登（英语：Alden (The Walking Dead)）：年輕的救世軍士兵，被俘虜後帶到山頂寨作為戰俘，但他本性非常善良。
- 懷特莫·湯瑪斯 飾演 岡瑟（Gunther）：救世軍士兵，一度挾持過全軍覆沒的以西結。
- 查爾斯·哈夫福特（英语：Charles Halford） 飾演 雅果（Yago）：救世軍武器庫的看守員，負責運送機槍。
- 麥特·麥格姆 飾演 DJ：救世軍高層幹部，作為聖殿的守衛。
- 克蘿伊·艾克塔斯 飾演 譚妮亞（Tanya）：尼根的性奴兼妻子之一，一頭黑髮，少數善良人士，對尼根非常不滿。
- 伊莉絲·杜佛 飾演 法蘭琪（Frankie）：尼根的性奴兼妻子之一，一頭紅髮，同樣善良，對尼根一向逆來順受。

#### 王國城
- 庫伯·安德魯斯（英语：Cooper Andrews） 飾演 傑瑞（Jerry）：以西結的管家及私人護衛，為人總是帶著笑容。
- 凱莉·卡希爾 飾演 黛安（Dianne）：王國城的戰士之一，一位善用弓箭的女性。
- 麥克森·林茲 飾演 亨利（Henry）：王國城的一位少年，從摩根那裡學會棍術，其哥哥班傑明起初死於救世軍手中，讓他對救世軍具有極深的敵意。
- 娜蒂姆·茉莉莎 飾演 娜碧拉（Nabila）：王國城的園丁，勇敢堅強的女性，必要情況下會保護其他人。

#### 海岸部落
- 黛博拉·梅（英语：Deborah May） 飾演 娜塔妮亞（Natania）：海岸部落的年長領袖，將部落的安全看在第一位，因此拒絕加入救世軍的鬥爭。
- 席妮·帕克（英语：Sydney Park (actress)） 飾演 辛蒂（Cyndie）：部落的戰士之一，娜塔尼亞的孫女。
- 咪咪·柯克蘭 飾演 瑞秋（Rachel）：部落的一位小女孩，年齡雖小，卻咄咄逼人。
- 布莉亞娜·凡斯克斯（英语：Briana Venskus） 飾演 碧翠絲（Beatrice）：部落的女戰士之一。

#### 拾荒者
- 湯瑪斯·法蘭西斯·墨菲（英语：Thomas Francis Murphy (actor)） 飾演 布隆（Brion）：拾荒者的高層幹部。
- 薩布蕾娜·卓那羅 飾演 塔米爾（Tamiel）：潔蒂斯的左右手，拾荒者的高層幹部。

#### 其他
- 艾維·納許 飾演 西迪克（英语：Siddiq (The Walking Dead)）：一位流亡者，是訓練有素的醫生，獨自在外徘徊時被卡爾基於善心而收留回去。
- 潔恩·艾金森（英语：Jayne Atkinson） 飾演 喬琪（Georgie）：一位待人友好的女士，似乎來自於某個強大社區，親自為瑪姬一行人給予所需。

## 集數
| 總集數 | 集數 （季） | 標題                                           | 導演              | 編劇                                                                                            | 首播日期       | 美國收視人數 （百萬） |
| --- | ----------- | ---------------------------------------------- | ----------------- | ----------------------------------------------------------------------------------------------- | -------------- | --------------------- |
| 100 | 1           | 慈悲 Mercy                                     | 葛雷格·尼可泰羅   | 史考特·M·金普                                                                                   | 2017年10月22日 | 11.44                 |
| 瑞克、瑪姬和以西結結盟後組成民兵軍團，決定對聖殿進行突擊並引入大量行屍將他們包圍。獨自在外尋找汽油的卡爾遇到一位倖存者，但瑞克信不過對方而置之不理，只有卡爾無法坐視不管，為該名人士留下食物。在瑞克安排戰事之外，卡爾的腦子裡時不時會浮現出年邁的瑞克，和米瓊恩與成長的茱蒂絲一家人，在安全區中過著平安舒適的日子。透過德懷特和戴瑞兩人靠弓箭傳書交換的情報，瑞克一行人開始殲滅在聖殿附近站崗的哨兵，以防止他們通風報信。卡蘿、摩根、塔拉和戴瑞四人將高速公路底下的行屍群體，靠爆炸物置火來將牠們慢慢引向聖殿。一切就緒後，瑞克率軍靠數輛裝上防禦鐵板的汽車到聖殿門口，將尼根及尤金在內的幾名幹部叫出來，眾人同時發現葛雷格里已經叛逃至尼根身邊。當耶穌與所有山頂寨戰士宣誓他們跟隨瑪姬後，賽門將毫無用處的葛雷格里趕走。因為救世軍拒絕投降，瑞克便下令發起進攻，迫使尼根等人躲至聖殿內部。蓋博瑞引爆一輛裝炸彈的房車炸毀聖殿外牆，順數將戴瑞所引導過去的行屍，全數引入廣場上包圍整座地方。瑞克全軍開車撤離時，蓋博瑞因為同情而選擇下車去救葛雷格里，但他卻反而被葛雷格里遺棄後被搶車，使他逃跑至內部後，跟尼根一起困進一輛被行屍包圍的拖車裡。                                               |             |                                                |                   |                                                                                                 |                |                       |
| 101 | 2           | 詛咒 The Damned                                | 蘿絲瑪麗·羅德里奎 | 麥修·尼格特 & 查寧·鮑威爾                                                                       | 2017年10月29日 | 8.92                  |
| 聖殿襲擊結束不久，瑞克一夥開始兵分三路襲擊各處的救世軍哨站來解決後患。摩根、耶穌和塔拉領隊攻打之前他們襲擊過的衛星站；其再度被救世軍佔領，而摩根跟隨兩人一個一個查看房間時，不慎受到內部伏擊而導致兩人陣亡，只有摩根穿防彈護甲而倖免於難。塔拉和耶穌當時剛好也因為是否殺死與饒過敵軍的理念而吵起來，而耶穌無論如何都不想要殺害敵軍。而衛星站被成功攻下後使其餘救世軍集體棄械投降，摩根清醒後殺死衛星站裡餘下的士兵，沖出去時還發現投降的人裡包括當初殺死班傑明的傑瑞德，直到被耶穌阻止而將敵軍集體帶回去。以西結和卡蘿的隊伍襲擊救世軍的藥品實驗室，中途遇到煙霧中的行屍攻擊，但最後還是成功攻下實驗室，召集剩餘兵力去攻打下一個地點。另一方面，亞倫所屬的隊伍襲擊眾多救世軍的據點，用強大火力將他們逼到內部後，讓死者變成行屍去吃掉他們。但過程中，法蘭馨陣亡，艾瑞克腹部受槍傷而流血不止，亞倫只好將他扶持至別處。瑞克和戴瑞兩人照德懷特的線報攻入救世軍堆積槍械的地點，瑞克在上方遇到一名救世軍，和他發生打鬥後靠牆上的鉤子殺死他。但瑞克後來發現該士兵是想保護睡在隔壁房間裡的嬰兒，陷入一片茫然之下，瑞克突然發現曾經的亞特蘭大同伴莫羅拉斯站在他身後，發現他已成為救世軍且呼叫增援。     |             |                                                |                   |                                                                                                 |                |                       |
| 102 | 3           | 禽獸 Monsters                                  | 葛雷格·尼可泰羅   | 麥修·尼格特 & 查寧·鮑威爾                                                                       | 2017年11月5日  | 8.52                  |
| 瑞克滿臉震驚地看著他曾經的同伴莫羅拉斯，得知他們一家當初分道揚鑣前往伯明翰過程中遇襲，全家僅他一人倖存；家破人亡、在外漂泊時被救世軍收留成為一份子。當瑞克試圖對他講理時，戴瑞沖進來一箭射殺莫羅拉斯，聲稱他不會對任何“敵人”留情。一名投降的救世軍對他們供述說槍械已經轉移，戴瑞殺死他後，瑞克將房間裡的女嬰也抱走。葛雷格里跑回山頂寨向瑪姬求饒，瑪姬雖然無法忍受他的背叛，但最終還是選擇放他進來。同時，摩根一夥帶著所有敵軍返回途中，遭遇山丘上滾下來的行屍攻擊，傑瑞德帶人試圖逃跑時被摩根抓回來，但摩根也同樣和耶穌對於饒過敵軍而產生爭論以及打鬥。塔拉制止兩人爭鬥後，眾人才將所有敵軍帶回山頂寨關押起來。回到亞倫一方，隊伍的持續開火讓內部的救世軍無力招架，最後則一個一個被槍殺、或是被死者所變成的行屍吃掉，而傷重的艾瑞克得知自己臨死將近，和亞倫最後相吻後忍痛讓亞倫不要管他。而瑞克和戴瑞趕到後支援戰場，將物品和敵方槍械搜刮一空後離開。但亞倫同時也發現艾瑞克已經屍變並遠去，含著淚剛想上前終結他，但最後被戰友們拉回去。以西結和卡蘿的隊伍偷襲正要回去聖殿的救世軍後，本以為他們勝利在望，但躲在遠處房子裡的兩名救世軍使用一把重機槍掃射地面…                                  |             |                                                |                   |                                                                                                 |                |                       |
| 103 | 4           | 某人 Some Guy                                  | 丹·劉             | 大衛·萊斯利·強森                                                                                | 2017年11月12日 | 8.69                  |
| 以西結一夥遭到機槍襲擊，所有王國城戰士幾乎全部在掃射中陣亡，只有以西結一人被戰士們用身體保護而得以倖存。以西結絕望地看著死去的戰士們，而死者轉眼間也集體變成行屍向他走去。一名救世軍岡瑟於半路上伏擊以西結，挾持著他準備走回聖殿，岡瑟走路途中嘲諷以西結一直用扮國王來欺騙他的子民，還嘲笑說那些子民即使死去都還“跟隨他”。當岡瑟準備越過一道鐵門圍欄，準備砍下以西結的頭帶回去時，倖存的傑瑞沖來將岡瑟砍成兩半，隨後扶持著以西結試圖打開門。機槍掃射時唯獨沒在場的卡蘿，獨自走進機槍陣地的大樓裡，試圖阻止三名準備將機槍運回聖殿的救世軍。卡蘿預料到機槍會讓聖殿奪回局勢，剛要阻止他們時卻注意到受困的以西結和傑瑞，迫使她只好跑過去協助他們開門。最後兩名救世軍趁機開車回程，所幸瑞克和戴瑞於路上合作截下他們的車而將機槍回收。卡蘿、傑瑞扶持以西結往樹林裡走，途中經過一條污染進化學原料的小溪，由於越過去花時間，讓他們差點被小溪裡的行屍圍剿。但希瓦跳出來救了牠的主人，但牠同時也犧牲自己而死在行屍手中。當三人回到王國城後，失意的以西結開始對其領導方式感到自我懷疑，領略到是他的愚蠢將子民帶入浩劫後，沒辦法面對所有剛失去家人的城民而獨自回去住所。                                   |             |                                                |                   |                                                                                                 |                |                       |
| 104 | 5           | 凶多吉少 The Big Scary U                       | 麥可·E·薩崔斯密   | 劇本創作 ：史考特·M·金普 & 大衛·萊斯利·強森 & 安潔拉·姜 故事構思 ：大衛·萊斯利·強森 & 安潔拉·姜 | 2017年11月19日 | 7.85                  |
| 之前，尼根威脅叛逃來此的葛雷格里必須答應要重新整合山頂寨，並命令所有跟隨瑪姬或瑞克的居民棄械投降，當瑞克一方進攻聖殿後，失敗的葛雷格里則被救世軍遺棄。如今，尼根和蓋博瑞共同被困在行屍包圍的房車中，尼根為了打發時間而為蓋博瑞講解他的過去。曾經，尼根有著一位叫露西爾的妻子，背著她搞外遇一直到災難發生；他靠認識幾名發生過衝突的團夥領袖來拉幫結派，最後靠幾個月的時間建立起威望，組成救世軍藉以稱霸。於是，蓋博瑞和尼根靠瑞克的老方法，身上披上一件佈滿行屍血肉的大衣藉以穿越行屍群體而回到聖殿內部。同時在內部，尼根所有副手開始懷疑內部有奸細時，行屍的包圍剛好使聖殿電力耗盡，部分地下工人開始合夥策反。在無法控制騷亂之下，死裡逃生的尼根跑回來重新掌控。當聖殿有人發現武器數量減少時，尤金靠一個小細節識破德懷特為瑞克“走私”武器並走漏消息。另一方面，瑞克和戴瑞追上機槍卡車後雖然截獲機槍，但戴瑞因執意要拿車中的炸藥回去炸聖殿藉以永絕後患，和不想打亂計畫並殺生的瑞克起內鬥，而卡車起火炸毀乃至損失機槍和所有炸藥。瑞克發現他的車開不動，而戴瑞也拒絕載他一程。瑞克只好一路回去，但他突然抬頭注意到一架直升機，跟著直升機的飛行路線一路走到拾荒者的大本營。                         |             |                                                |                   |                                                                                                 |                |                       |
| 105 | 6           | 國王、寡婦和瑞克 The King, the Widow, and Rick | 約翰·波爾森       | 安潔拉·姜 & 克里·瑞德                                                                           | 2017年11月26日 | 8.28                  |
| 聖殿進攻過了幾天，瑞克、瑪姬和卡蘿三方靠傳遞口信來彙報各方狀態，得知各方的傷亡慘況、以及接下來要進行的計畫。瑞克冒著風險回到拾荒者的垃圾場見潔蒂斯，對她和所有戰士宣佈救世軍已被壓制在行屍群體中心，希望她能改變主意重新加入以增加人數。但潔蒂斯還是拒絕合作，並將瑞克脫光衣服關入貨箱裡。在山頂寨，瑪姬對耶穌不停地將內部食物分給救世軍俘兵的行為感到不解，而葛雷格里已經考慮搭一座絞刑架對俘兵實施死刑。瑪姬最終同意讓集體俘兵進入山頂寨內部的圍欄中關押起來，並順便將信不過的葛雷格里也一同關進去。瑪姬視這些俘兵將是她們的談判籌碼，而相信瑪姬的亞倫決定出去執行一個私人任務，而伊妮德決定跟他一起前去。在王國城，深受打擊的以西結將自己隔離在王座房裡避不見面，不管卡蘿如何勸阻，以西結還是不情願繼續領導、甚至有意將位置讓給卡蘿。另一方面，卡爾獨自在外找到之前在加油站遇過的倖存者西迪格，和他一起在行屍攻擊裡救助彼此、攜手合作下才相信他，決定將他收留回安全區。戴瑞決定背著瑞克自行處事，帶著復仇心切的塔拉一同前去，他們倆剛好和出去視察米瓊恩和蘿西塔，在同一時間裡攻下一間救世軍據點，尋獲一些武器和車輛。四人注意到聖殿依然被行屍包圍後，決定私自實施計畫一舉殲滅敵方。         |             |                                                |                   |                                                                                                 |                |                       |
| 106 | 7           | 事已至此 Time for After                        | 賴瑞·鄧           | 麥修·尼格特 & 克里·瑞德                                                                         | 2017年12月3日  | 7.47                  |
| 戴瑞、塔拉、米瓊恩和蘿西塔決定靠垃圾車撞毀聖殿大門，對此行動感到反感的蘿西塔扭頭回去，米瓊恩即使不情願但還是決定過去觀看成果，而跟上來的摩根也一同加入戴瑞的陣營。在聖殿內部，眾人估計他們無法撐過兩天，而尤金發現德懷特是間諜後，開始對選擇哪一方陣營的選擇感到捉摸不定，負傷住院的蓋博瑞希望尤金能協助瑞克一方，就連德懷特也秘密拜託尤金能協助扳倒尼根。但尤金因膽怯而選擇忠誠於強大的尼根，決定靠造一架遙控無人機來引走門口的行屍，他被迫回到當初載死去莎夏的棺材裡拿回之前送她的隨身聽，拿到所需零件後準備發射。但德懷特不想讓瑞克的計畫崩盤，便一槍將無人機打爛而無用。同一時間，戴瑞在塔拉掩護下開垃圾車往聖殿沖去，大門被撞開使行屍群體開始蜂擁而至內部，殺死數名工人、逼迫所有人撤回上層。尤金因驚嚇加上憤怒，剛想對尼根彙報說德懷特是間諜卻被其他人打斷，最後則一人在房裡喝個大醉。另一方面，潔蒂斯逼迫身無寸鐵的瑞克和另一隻盔甲錐刺護身的行屍對戰，但瑞克搶先佔上風，並用行屍來讓潔蒂斯答應協議。潔蒂斯命令瑞克帶她去聖殿展示敵方是否被壓制才決定合作，而當瑞克回到聖殿附近時，卻不僅注意到他事先安排的狙擊手全數身亡，就連遠處聖殿的廣場都空蕩蕩且已無一隻行屍。                   |             |                                                |                   |                                                                                                 |                |                       |
| 107 | 8           | 無濟於事 How It's Gotta Be                     | 麥可·E·薩崔斯密   | 大衛·萊斯利·強森 & 安潔拉·姜                                                                    | 2017年12月10日 | 7.89                  |
| 經過戴瑞對聖殿的撞門襲擊後，救世軍實行尤金的方法清空廣場上的行屍，隨後全軍出動對瑞克一方進行復仇。受襲的潔蒂斯帶領拾荒者再次背棄瑞克逃跑，瑞克被趕來救援的卡蘿和傑瑞開車救走，三人分頭尋車回去。在此期間，尤金因良心未泯而決定趁機救離哈蘭和病床上的蓋博瑞。傑瑞在回去路上被賽門帶隊抓獲作為人質，使他們截住當時正在趕往安全區的瑪姬和耶穌的車隊，將物資洗劫一空後還槍殺瑪姬的其中一人作為警告。瑪姬雖然被迫答應要求才使賽門釋放傑瑞並離開，回去後立刻槍殺其中一名救世軍俘兵作為復仇。另一方面，蓋文率軍攻下王國城索要以西結，危急時刻使以西結終於振作，通過一場聲東擊西而讓所有城民安全逃跑出城，但他最後獨自留下而被俘虜。亞倫和伊妮德冒險回到海邊部落求援，伊妮德為救亞倫而槍殺娜塔妮亞，使其孫女辛蒂開始抱著祖母屍體痛哭。尼根率軍回到社區門口奉勸裡面的居民投降，卡爾獨自上瞭望台和尼根談話時，讓其他人開卡車從後門離開，一心想掩護他們的德懷特殺死幾個救世軍，而臥底身份被唯一逃跑的女隊員蘿拉發現。尼根一方開始大肆用榴彈轟炸社區，瑞克趕回來後發現卡爾及時將所有居民疏散至下水道躲避轟炸。然而，瑞克和米瓊恩最後目睹卡爾身上，留有他當天在森林中營救西迪格時，被行屍咬到過的腹部咬痕…… |             |                                                |                   |                                                                                                 |                |                       |
| 108 | 9           | 紀念 Honor                                     | 葛雷格·尼可泰羅   | 麥修·尼格特 & 查寧·鮑威爾                                                                       | 2018年2月25日  | 8.28                  |
| 在救世軍持續轟炸安全區期間，躲藏在下水道的居民靜待逃生時機，瑞克和米瓊恩剛得知卡爾將死而悲痛不已，卡爾交出他自從被咬到後、花費一整天為所有家人寫好的告別信。轟炸結束後，救世軍全軍撤退，其他人決定趁機撤離至山頂寨；由於卡爾無法行動，戴瑞等人走前和卡爾一個一個告別，同時帶茱蒂絲一起撤離，西迪格感謝卡爾的救命之恩後發誓他會永遠紀念他，只有瑞克和米瓊恩決定留下陪卡爾最後一程。在王國城，蓋文待人四處搜刮期間，在外的卡蘿安頓好其他城民後獨自跑回去救以西結，回來的摩根也跟她一起回去救援。蓋文發現哨兵無回應後帶剩餘的人撤退至內部，而卡蘿和摩根伏擊並救下以西結。全軍覆沒的蓋文原本決定投降，決定殺他的摩根在猶豫不決之下，蓋文反而先被班傑明的弟弟亨利以棍術刺穿喉嚨殺死。瑞克和米瓊恩儘量將卡爾抬出至教堂裡，卡爾交代他拼命想救西迪格是源於他當初在監獄時冷血殺害一名總督的小兵所產生的內疚，並希望父親瑞克能以他為戒而變成更好的人。卡爾最後幻想著瑞克在未來日子裡能不管敵我，以善良心態和其他人一起生活，將遺願交代完成後感覺臨死將近，於是接下瑞克的槍決定自行動手。他和身為父母的瑞克和米瓊恩道別後最終舉槍自盡，遺體被他們安葬在社區教堂墓園裡。                                   |             |                                                |                   |                                                                                                 |                |                       |
| 109 | 10          | 化為烏有 The Lost and the Plunderers           | 大衛·鮑伊德       | 安潔拉·姜 & 查寧·鮑威爾 & 克里·瑞德                                                             | 2018年3月4日   | 6.82                  |
| 瑞克和米瓊恩安葬卡爾後，收拾完必需品後駕車離棄毀於一旦並被行屍佔據的社區，整理卡爾遺留的信件中發現當中還有給尼根的信。瑞克開始思索卡爾的遺願時，決定再次去強求拾荒者加入戰局。在海邊部落，伊妮德和亞倫因殺死長老娜塔尼亞而遭受囚禁，但辛蒂最終決定放他們一條生路，但交換條件是命令他們永不回來，而亞倫還是決定留在那裡直到她們改變主意，讓伊妮德一人開車回去。在聖殿，尼根佈下天羅地網過程中收到瑪姬寄來的俘兵屍體之警告；即使如此，他還是讓賽門去處理拾荒者的背叛一事，還命令他用殺一儆百的方式作警告。當賽門帶隊來到拾荒者大本營，命令潔蒂斯等人上交所有武器來確保合作後，賽門因感覺她的態度不堅定，於是當場屠殺除潔蒂斯以外的所有拾荒者，回去後故意對尼根謊稱“任務圓滿完成”。瑞克和米瓊恩不久後來到垃圾場目睹行屍成災景象，坐在垃圾堆上哭泣的潔蒂斯向他們求救時，瑞克認為她已經沒有利用價值而拋棄她離開。潔蒂斯將她屍變的所有子民引進大型工業切碎機中碾碎，一人坐在血流成河的垃圾場裡默默哭泣。離開路上，瑞克看著卡爾為尼根寫的信後，突然停車用對講機呼叫尼根，告知他卡爾已死的事情。尼根聽到後感到一絲悲傷，但奉勸瑞克盡早棄戰先降，還諷刺他「不但敗於領袖、更敗於一名父親」。             |             |                                                |                   |                                                                                                 |                |                       |
| 110 | 11          | 非死即傷 Dead or Alive Or                      | 麥可·E·薩崔斯密   | 艾迪·古澤利恩                                                                                   | 2018年3月11日  | 6.60                  |
| 戴瑞、蘿西塔和塔拉帶領西迪格等居民一路往山頂寨逃亡，過程中被迫走一片救世軍一向不會搜查的沼澤。戴瑞帶領蘿西塔和西迪格先前去探情況，清除沼澤裡的行屍後開通道路。這時，幾隻行屍走來襲擊隊伍，塔拉殺行屍過程中開始對德懷特耐不住性子，一心選擇復仇而放槍並追逐德懷特至道路旁時。一夥救世軍小隊剛好趕到，德懷特被迫掩護塔拉而走出去再次加入救世軍隊伍，也發現他們並不知道自己背叛一事。戴瑞得知事情後恐懼德懷特會去通風報信而斥責塔拉，但塔拉也因此開始相信德懷特的誠意。另一方面，逃出聖殿的哈蘭和蓋博瑞開始沿路找車輛回去，蓋博瑞因發燒感染而開始影響他的視覺，而他還是選擇遵從自己的信仰，並幸運地在林中的小屋裡找到車鑰匙。走到車庫途中，哈蘭不小心踩到捕獸器，蓋博瑞想辦法救出他，兩人剛想發動車離開卻再度被救世軍抓到。蓋博瑞注意到救世軍槍套裡有手槍，指引哈蘭去搶奪卻不慎使他被當場槍殺並棄屍，他對上帝的信仰因此受挫。尼根將蓋博瑞帶至尤金為救世軍打造武器和子彈的鋼鐵廠裡，而蓋博瑞並沒有供出尤金放走他們一事，讓尼根暫時相信尤金。當尤金彙報他們的彈藥數量持續不到幾天，建議先製造投石機後，尼根想出透過行屍所流出的感染血液，塗在他們的武器和子彈上作為新手段。                         |             |                                                |                   |                                                                                                 |                |                       |
| 111 | 12          | 鑰匙 The Key                                   | 葛雷格·尼可泰羅   | 克里·瑞德 & 查寧·鮑威爾                                                                         | 2018年3月18日  | 6.66                  |
| 尼根在所有武器均塗滿行屍血後率隊去攻打山頂寨，剛回來的德懷特也加入行列，和賽門坐一輛車。瑞克和米瓊恩趕回山頂寨後，戴瑞對先前的衝動表示歉意後，瑞克決定先出去放哨。不久，瑪姬在山頂寨外圍發現一盒不明人士留下的補給品，當中紙條對她們索要一些食物和唱片來換取“迎向未來之鑰匙”。瑪姬雖然認為這不妥但還是帶人去一探究竟，來到指定地點會面神秘女子喬琪和她的兩位隨從。喬琪表示她只想換取所需並提議合作，瑪姬將她們帶回山頂寨後不知如何處置或是否能相信她們。一場辯論後，瑪姬決定兌現喬琪的要求，而喬琪走前也為她們留下一些食物和幾本建築手冊作為答謝。另一方面，瑞克放哨時注意到救世軍從一座小鎮的方向趕來，當機立斷在小鎮裡伏擊走在最後的尼根，和他追車並奔跑至一棟藥品倉庫裡。兩人在黑暗的地下室裡互相對罵，尼根從瑞克的話中得知賽門撒謊並殲滅過拾荒者，而瑞克撿到尼根丟失的球棒後，將其點燃引出尼根，和他在地下室的行屍群體中間對打。尼根想辦法奪回球棒後從窗戶跳出，瑞克一同跳出去後也發現尼根已不見人影。賽門和德懷特找不到尼根後斷言他已死，兩者最後達成共識回去將事情告知其他救世軍，掌權後決定徹底抹除敵對社區。與此同時，尼根從一輛車上醒後，發現身邊舉槍挾持他的人是潔蒂斯。             |             |                                                |                   |                                                                                                 |                |                       |
| 112 | 13          | 接踵而至 Do Not Send Us Astray                 | 傑佛瑞·F·詹紐瑞   | 安潔拉·姜 & 麥修·尼格特                                                                         | 2018年3月25日  | 6.77                  |
| 賽門在尼根失蹤後接管領導權，於夜裡率軍來到山頂寨門口敲門，並完全不顧被關在裡面的救世軍戰俘。戴瑞從外面回來後先開槍，讓救世軍集體用各種武器攻擊山頂寨內部，瑞克很快也趕回來一同作戰。在敵軍裡的德懷特害怕坐著不動會暴露身份，他跟隨賽門進攻過程中用弩箭射傷塔拉的肩膀，以此只是想制止賽門從背後攻擊她。戰況雙方死傷慘重，賽門等救世軍因彈藥不夠而只能撤退，讓瑞克一方先清點人數以及處理傷員。隔天安葬完死者後，他們開始自我反省各自的所為，摩根感覺到亨利如今充滿復仇心都是他一手造成，而他近期也被因他而死的蓋文之幻覺折磨。夜晚，戰爭中所有靜養的傷者因敵方武器上塗的行屍血而受感染，最後一個一個因高燒而死後，集體轉變成行屍開始襲擊山頂寨內部。瑞克一行人被尖叫聲驚醒後，開始沿路清除如今變成行屍的朋友，卡蘿被迫親手刺死和她有過戀情的托賓。與此同時，復仇心切的亨利拿槍沖入戰俘圍欄裡質問誰是殺死他哥哥班傑明的真兇，卻讓以傑瑞德為首的部分戰俘、包括葛雷格里集體開門逃跑出去，但卻有一小部分戰俘選擇留下來協助關上大門。慘劇後，眾人隔天早上收拾殘局過程中，發現導致戰俘逃跑的亨利不見人影，並且還被迫多挖幾塊墳墓來安葬新的死者，場面讓瑪姬首次感到茫然無措。                           |             |                                                |                   |                                                                                                 |                |                       |
| 113 | 14          | 真正意義 Still Gotta Mean Something            | 麥可·E·薩崔斯密   | 艾迪·古澤利恩                                                                                   | 2018年4月1日   | 6.30                  |
| 潔蒂斯在賽門血洗垃圾場時靠躲在同伴屍體當中倖免於難，如今將罪魁禍首尼根抓回垃圾場，準備將尼根的球棒點火燒毀。尼根拼命解釋屠殺她的人並不是自己的意思，他最後夠到潔蒂斯隨身的行李箱，點燃一根信號彈準備靠燒掉她的照片等私人物品來脅迫她。潔蒂斯被迫沖向尼根而讓信號彈掉入水池裡滅掉，隨後試圖向經過垃圾場空中的一架直升機發信號，當直升機消失後，潔蒂斯無法將其勸回。絕望之下，潔蒂斯將尼根鬆綁並放離，並拒絕跟尼根一起走的提議。在山頂寨，卡蘿和摩根外出尋找亨利時，瑞克也一同出去抓捕逃亡中的俘兵，摩根因為始終被不存在的幻覺折磨而決定自己行動。瑞克和摩根相遇後，於路上被傑瑞德等人伏擊並抓至一間破舊酒吧裡，當路過的行屍群體攻進來時，瑞克和摩根鬆綁後找機會屠殺所有救世軍；儘管他們部分人都決定回去山頂寨投降。摩根將傑瑞德隔在一道拉門外面後，目睹他被行屍群體活活撕成碎片，而瑞克看到摩根現在的樣子，不由地看到如今自己的影子。卡蘿最終在一片池塘周圍找到平安無事的亨利，將他帶回去和眾人團圓，瑞克回去後也打開並閱讀卡爾給他的信件。當戴瑞和蘿西塔在外監視尤金的子彈工廠時，尼根開車回去前於路上遇到一位“熟人”，隨後獨自回到聖殿門口，命令衛兵先不要通報他回來的事情。                   |             |                                                |                   |                                                                                                 |                |                       |
| 114 | 15          | 價值 Worth                                     | 麥可·斯洛維斯     | 大衛·萊斯利·強森 & 克里·瑞德                                                                    | 2018年4月8日   | 6.67                  |
| 尼根返回聖殿後重新掌控救世軍，和所有高層幹部詳細介紹一個重新建立哨站的安排，稱他對其他人先前的背棄已既往不咎。但賽門仍然對尼根不滿，四處串通德懷特在內的忠誠者們，計畫聯合扳倒尼根後一舉奪權。德懷特為此陷入左右為難局面，但他為了確保尼根會活到瑞克一方徹底殲滅他的時刻，只好偷偷通報尼根關於賽門的背叛。賽門因此被抓到現行，不但私自殲滅拾荒者的事情被揭發，連身邊所有的忠誠者也都被屠殺。但尼根給賽門一個靠生死決鬥來裁決命運的機會，兩個反目成仇的戰友在聖殿中央單挑時，德懷特趁機將他事先複製的尼根隔天佈局的地圖，塞給剛回到聖殿的葛雷格里回去交給瑞克。尼根最後將賽門活活掐死，將他屍變的屍體鎖在外面示眾。然而，德懷特回去房間後突然遇見倖存的蘿拉，其被尼根在回來路上接回來、揭露德懷特裡通外敵一事，尼根也表示德懷特送出去的是他準備的假情報，如此一來就能將瑞克騙進陷阱。與此同時，戴瑞和蘿西塔原本抓獲子彈工廠裡的尤金，但尤金還是暗中逃回工廠裡，並動員所有人大量製造隔天急需的彈藥，包括依然病重的蓋博瑞。就在瑞克閱讀完卡爾留給他的信件後，米瓊恩來到聖殿附近用通話器呼叫尼根，將卡爾留給他的信念給他聽。尼根即使在卡爾生前希望他能停手，但他認為如今已無法回頭而宣佈開戰。     |             |                                                |                   |                                                                                                 |                |                       |
| 115 | 16          | 怒火 Wrath                                     | 葛雷格·尼可泰羅   | 史考特·M·金普 & 安潔拉·姜 & 麥修·尼格特                                                         | 2018年4月15日  | 7.92                  |
| 瑞克一行人因假情報而誤入尼根的陷阱，救世軍手持大量裝載著尤金制出的自制彈藥，挾持著德懷特和蓋博瑞包圍瑞克等人。但救世軍剛放槍就突然集體發生槍膛逆火而遭反制，源於尤金刻意制出的“故障子彈”，讓瑞克一行人第一時間反擊，大部分救世軍因此棄械投降。瑞克追趕尼根一人至一棵樹下進行最終對決，用玻璃碎片劃傷尼根的喉嚨使他落敗。然而，瑞克為了圓卡爾生前的心願決定饒恕尼根，即便受到瑪姬的強烈反對。塔拉安排所有山頂寨居民撤離時，由亞倫帶領的海邊部落女子們最終前來協助他們消滅敵人。戰爭結束後，求降的救世軍都被赦免，所有物資平均分發以外，大部分人自願到各個家園協助重建工作。戴瑞饒恕德懷特恩將仇報的行為，但也將德懷特永遠逐出家園，希望他去尋找失散的妻子；摩根的精神狀況日漸專差，決定從此遠離眾人、自我放逐，當潔蒂斯決定投靠瑞克的家園時，摩根便隱居在人去樓空的垃圾場中。然而瑪姬由於對瑞克寬恕尼根之決定比較不滿，拉攏戴瑞準備做出抵制行為。瑞克和米瓊恩帶領部分居民回到焚毀的社區進行重建工作，他們對躺在病床上的尼根表示他將面臨終身監禁，作為他們建立新文明的“鐵證”。最後，瑞克對於兒子卡爾的點醒讓他找回自我，用口述回信的方式對兒子表示感謝。                                         |             |                                                |                   |                                                                                                 |                |                       |

## 發展
《陰屍路》電視劇於2016年10月16日、也是第七季開播之前被AMC電視臺續訂為數16集的第八季。劇集的拍攝工作在2017年4月25日開始，在佐治亞州亞特蘭大進行。但在2017年7月12日時，劇組的一位替身約翰·伯納克在拍攝過程中意外從20米的高處墜落而不幸喪生，使得拍攝工作宣告暫停，直到7月17日時才宣佈繼續。
該季的首播集同時作為《陰屍路》的第一百集，由電視劇歷年導演葛雷格·尼可泰羅執導。此集當中不僅加入一些劇集歷年來的一些著名場景；比如第一集開場時主角瑞克走過加油站尋找汽油一段、在此集中讓瑞克的兒子卡爾作為主角並以相似的拍攝角度展現出來；並且還邀請回於第一集開場中和瑞克對峙的小女孩行屍「薩默」（Summer）扮演者、如今成長為少女的艾蒂·米勒（Addy Miller），讓她以相似的服飾和行屍態再次和瑞克對峙。
2017年11月，節目統籌史考特·M·金普宣佈《陰屍路》主要角色摩根·瓊斯將作為首位和衍生劇《驚嚇陰屍路》連動的角色，並介紹摩根將會隨著第八季季終時退出劇集，正式加入驚嚇陰屍路作為主演。

## 評價
《陰屍路》第八季獲得整體褒貶不一的評價，在爛番茄網站上獲得66%的指數。評論家雖然稱讚當中幾集的動作和戰爭場面，同時批評漫長且毫無進展的劇情。
| 第八季（2017–18年）：烂番茄追踪到的所有评论家的评论中，正面评论占比 |                                                              |
|                                                                     | 由于已知的技术原因，图表暂时不可用。带来不便，我们深表歉意。 |

### 收視率
| 總集數 | 集數 | 標題                 | 播出日期       | 收視／份額 （18–49歲） | 收視 （百萬） | DVR （18–49歲） | DVR收視 （百萬） | 加總 （18–49歲） | 總收視 （百萬） |
| ------ | ---- | -------------------- | -------------- | ---------------------- | ------------- | --------------- | ---------------- | ---------------- | --------------- |
| 100    | 1    | 慈悲（Mercy）             | 2017年10月22日 | 5.0                    | 11.44         | 2.2             | 4.28             | 7.2              | 15.74           |
| 101    | 2    | 詛咒（The Damned）             | 2017年10月29日 | 4.0                    | 8.92          | 2.0             | 4.16             | 6.0              | 13.10           |
| 102    | 3    | 禽獸（Monsters）             | 2017年11月5日  | 3.8                    | 8.52          | 2.2             | 4.47             | 6.0              | 13.01           |
| 103    | 4    | 某人（Some Guy）             | 2017年11月12日 | 3.9                    | 8.69          | 1.8             | 3.66             | 5.7              | 12.361          |
| 104    | 5    | 凶多吉少（The Big Scary U）         | 2017年11月19日 | 3.4                    | 7.85          | TBD             | TBD              | TBD              | TBD             |
| 105    | 6    | 國王、寡婦和瑞克（The King, the Widow, and Rick） | 2017年11月26日 | 3.6                    | 8.28          | 2.1             | 4.44             | 5.7              | 12.73           |
| 106    | 7    | 事已至此（Time for After）         | 2017年12月3日  | 3.3                    | 7.47          | 1.9             | 4.15             | 5.2              | 11.63           |
| 107    | 8    | 無濟於事（How It's Gotta Be）         | 2017年12月10日 | 3.4                    | 7.89          | 2.0             | 4.23             | 5.4              | 12.13           |
| 108    | 9    | 紀念（Honor）             | 2018年2月25日  | 3.6                    | 8.28          | TBD             | TBD              | TBD              | TBD             |
| 109    | 10   | 化為烏有（The Lost and the Plunderers）         | 2018年3月4日   | 2.9                    | 6.82          | 1.7             | 3.80             | 4.6              | 10.63           |
| 110    | 11   | 非死即傷（Dead or Alive Or）         | 2018年3月11日  | 2.8                    | 6.60          | 1.6             | 3.44             | 4.4              | 10.06           |
| 111    | 12   | 鑰匙（The Key）             | 2018年3月18日  | 2.8                    | 6.66          | 1.7             | 3.76             | 4.5              | 10.44           |
| 112    | 13   | 接踵而至（Do Not Send Us Astray）         | 2018年3月25日  | 3.0                    | 6.77          | 1.7             | 3.82             | 4.7              | 10.62           |
| 113    | 14   | 真正意義（Still Gotta Mean Something）         | 2018年4月1日   | 2.6                    | 6.30          | 1.8             | 3.68             | 4.4              | 9.99            |
| 114    | 15   | 價值（Worth）             | 2018年4月8日   | 2.8                    | 6.67          | 1.7             | 3.64             | 4.5              | 10.32           |
| 115    | 16   | 怒火（Wrath）             | 2018年4月15日  | 3.4                    | 7.92          | 1.6             | 3.30             | 5.0              | 11.24           |